# Bishōnen
Bishōnen (jap. 美少年; dosł. „piękny chłopiec”) – specyficzny japoński koncept estetyczny idealnie pięknego młodego mężczyzny. W odniesieniu do anime i mangi termin oznacza tytuł, w którym pojawiają się piękni chłopcy, zazwyczaj o zniewieściałym typie urody. Potencjalnymi odbiorcami gatunku bishōnen są kobiety.

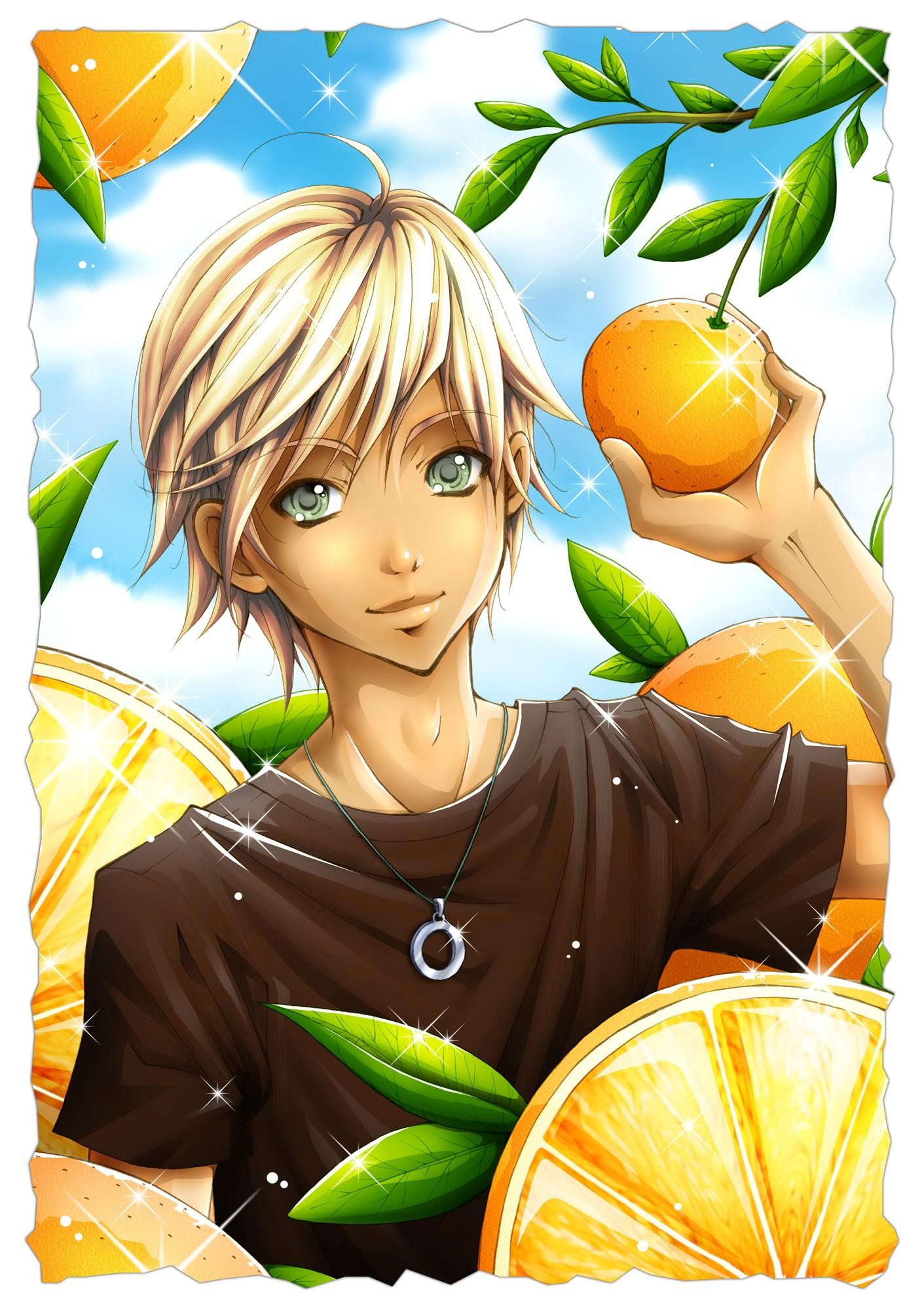
Manga Bishōnen

Sztampowy bishōnen jest szczupły, ma wielkie oczy, męskie rysy twarzy, lecz na tyle delikatne, że twarz przypomina twarz kobiecą. Historie, w których występują tego typu postacie, często zawierają motyw romansu dwojga bishōnenów. Tego typu bohaterowie zyskali na popularności w Japonii w latach 70. XX wieku, kiedy to za symbole seksu uznawano glam rockowych, stylizowanych na kobiety, wykonawców płci męskiej. Trudno jest dziś ustalić pochodzenie takiego modelu postaci. Za archetyp bishōnena uznaje się postać wojownika żyjącego na przełomie okresów Heian i Kamakura – Yoshitsune Minamoto, który – przynajmniej tak jest do dziś przedstawiany w spektaklach kabuki – znany był zarówno ze smukłej budowy ciała i niemalże kobiecego piękna, jak i z umiejętności przywódczych. W kabuki rolę Yoshitsune odgrywa onnagata (jap. 女形; aktor odgrywający role kobiece). W roku 1848 pisarz Bakin Kyokutei użył słowa bishōnen jako tytułu swojej książki traktującej o młodszych, bardziej kobiecych partnerach w związkach homoseksualnych, którzy byli często przedstawiani w sztuce i literaturze okresu Edo. Od tamtej pory słowo to weszło do powszechnego użytku.
Postacie typu bishōnen pojawiają się niekiedy w mangach i anime skierowanych do mężczyzn, lecz tam pełnią rolę bohaterów negatywnych lub też nielojalnych sprzymierzeńców.
Niektórzy wysnuli teorię, że bishōnen zapewniają nietradycyjne ujście dla relacji między płciami. Co więcej, przełamuje stereotypy dotyczące zniewieściałych postaci męskich.